# Ли Хё Бин
Ли Хё Бин (кор. 이효빈; род. 16 сентября 1994 года в Сеуле, Южная Корея) — южнокорейский шорт-трекист. Многократный чемпион и призёр чемпионатов мира среди юниоров.

## Спортивная карьера
Ли Хё Бин начал кататься на коньках случайно, в качестве хобби в возрасте 7-и лет. А уже через год начал заниматься шорт-треком профессионально. В то время он курил, а когда объём тренировок внезапно увеличился, то ему хотелось бросить занятия. Однако тренер смог его уговорить продолжать тренировки. В первом классе средней школы он начал играть в бейсбол и некоторое время увлекался обоими видами спорта.
В 16 лет, когда он учился в средней школе Квачхон, Ли был выбран в качестве члена национальной сборной юниоров и занял 3-е место в забеге на 1500 м на юниорском чемпионате мира среди юниоров в Курмайоре. В 2012 году он занял 2-е место в общем зачете на юниорском чемпионате мира в Мельбурне, выиграв золотые медали в беге на 500 м и в эстафете. 
В январе 2013 года он завоевал бронзовую медаль в общем зачёте многоборья на юниорском чемпионате мира в Варшаве, при этом выиграл золото в эстафете и серебро в забеге на 1500 м. В феврале 2013 года на зимней Универсиаде в Тренто завоевал золотую медаль в беге на 500 м и установил новый рекорд Универсиады в полуфинале - 41,383 сек.
В 2014 году Ли выиграл чемпионат Кореи среди юниоров на всех дистанциях и участвовал в четвёртый раз подряд на юниорском чемпионате мира в Эрзуруме, где стал 2-м в многоборье, выиграв золото на дистанциях 1000 м и 1500 м. В декабре 2014 Ли Хё Бин участвовал на 30-х соревнованиях на приз Президента в выиграл 1-е место в беге на 1000 м и в эстафете.
В сезоне 2014/15 Ли занял 8-е место в общем зачёте отбора в национальную команду. В сезоне 2016/17 впервые участвовал на Кубке мира и в феврале на этапе в Минске выиграл золото в забеге на 1500 м и в эстафете.

## Личная жизнь
Ли Хё Бин окончил Университет Кёнхи в Сеуле. В настоящее время работает инструктором по шорт-треку в Сеуле.